# アリ・ビン・フセイン
アリ・ビン・フセイン（アラビア語: الأمير علي بن الحسين;1975年12月23日 - ）は、ヨルダンのフセイン国王の三男、国王の3番目の妻アリア王妃との間の2番目の子供。王位継承順位第7位。2011年1月6日からアジア代表としてFIFAの副会長を務めた。
2015年9月に、ゼップ・ブラッターの辞任に伴い行われる、FIFA会長選においてプリンス・アリは立候補を表明した。

## 教育
プリンス・アリはアンマンにあるイスラムの教育大学で初等教育を開始し、その後イギリスとアメリカに留学し、1993年にコネチカットでソールズベリー・スクール（en）を卒業した。そこでプリンス・アリはレスリングにおいて優秀な成績であった。
彼はイギリスでサンドハースト王立陸軍士官学校に入った。1994年12月には将校に任命され、ブルネイで勤務するためにブルネイメダルを授与された。アメリカ留学前、パスファインダーとしてヨルダンの特殊部隊で勤務した。1999年にプリンストン大学を卒業した。
1988年には、チェルケス人の離散に対する認識を高めるため、ヨルダンからシリアとトルコを通って、西ヨーロッパにあるコーカサス山脈へ乗馬での外遊をおこなった。

## キャリア
1999年に、プリンス・アリは、近衛隊においてアブドゥッラー2世国王の特別治安部隊の司令官として勤務した。国王から国立安全危機管理センターの設立と運営を委任され、2008年1月28日までその任にあった。また、彼は王室フィルム委員会の委員長でもある。

## フットボール
プリンス・アリはヨルダンサッカー協会の会長で、西アジアフットボール同盟の創立者でもあり、彼の会長の任期の下で、メンバーシップは13か国に増加した。
2010年10月7日にアジアを代表してFIFA副会長に立候補を表明し、アリは選挙活動において、FIFA（国際サッカー連盟）における、変革およびサッカーの理念の実現と、アジア諸国の注目度を上げることに焦点をおいた。2011年1月6日にカタールのドーハで行われたAFC総会でアジア代表として、プリンス・アリは選挙に勝利し、FIFA副会長として、FIFA実行委員会とAFC実行委員会の両方のメンバーを務めている。
プリンス・アリは女子サッカーにおけるヒジャブ着用禁止の撤廃を擁護したFIFA役員の一人である。
アリは、2018年と2022年のFIFAワールドカップの招致において、ロシアとカタールの間の誘致合戦における腐敗疑惑に関するガルシア・レポートの公表を主張した唯一のFIFA役員だった。

### FIFA会長選における選挙戦
アリは2015年のFIFA会長選挙で、第2ラウンド投票が行われる前に辞退して、ゼップ・ブラッターに敗れた。第1ラウンドでブラッターは勝利に必要とされている3分の2には達しなかったものの、プリンス・アリより60票多く獲得しており、第2ラウンドにおいて勝利に必要な過半数獲得することは確実とみられていた。
しかし、2015年6月に進行していた汚職スキャンダルの最中にブラッターはFIFA会長のポストから辞任することを表明した。2015年9月に、アリは、再び2016年の会長選挙に立候補することを発表した。

## 結婚と子女
2004年4月23日に、CNNジャーナリストであったリム・ブラヒミ（en、アルジェリア生まれ、国連アフガニスタン特別大使ラフダル・ブラヒミ（en）の娘）と結婚した。結婚式は2004年9月7日に行われた。
2人の子がいる:
- ジャリア・ビント・アリ王女（2005年9月16日 - ）
- アブドゥッラー・ビント・アリ王子（2007年3月19日 - ）

## 階級および称号

### 軍における階級
ヨルダン軍准将の階級を持つ。

### ヨルダンの勲章
以下の称号を持つ：
- アル＝フセイン・ビン・アリ勲章（Order of al-Hussein bin Ali）大綬章
- ルネッサンス勲章（Supreme Order of the Renaissance）大綬章（アル・ナフダ）
- ヨルダン・スター勲章（Order of the Star of Jordan）大綬章（前はグランド・オフィサー）

### 海外における勲章
以下の海外の勲章を受けている：
- フランス：レジオンドヌール勲章
- 日本：旭日章
- スウェーデン：北極星大十字勲章（en）
- イギリス：ロイヤル・ヴィクトリア勲章ナイト・コマンダー
- デンマーク : ダンネブロ勲章1等級（1998年4月27日）
- ノルウェー : ノルウェーメリット勲章1等級（2000年4月4日）
- スペイン : イサベルカトリック女王勲章（en）1等級